# 二硫
二硫又稱雙原子硫，是一種由硫構成的双原子分子，其化學式為S2。
二硫是結構最簡單的硫分子。其與氧氣分子結構類似，但在室溫下不易存在，是一個不穩定分子，並具有高反應性，其為含硫物質燃燒過程中重要的活性中間體。這種物質在高溫低壓下的外觀為藍紫色氣體，並且為熱硫蒸氣中的主要成分之一。這種氣體是木卫一大氣的次要成分之一。

## 合成
二硫为硫的双原子分子。在720°C，硫主要以二硫存在，當溫度達1000°C時，硫蒸氣就幾乎是由二硫組成。在530°C、低壓（1毫米水銀）的環境中，二硫佔硫蒸汽的99%。火焰中產生的S2分子使硫燃燒時呈藍色。。
二硫也可以透過將硫化氫加熱至1000°C制得：
{\displaystyle {\ce {2H2S<=>[\Delta {\text{ T}}]2{H2}+{^{1}S2_{(gas)}}}}}
在鉑催化劑下，二硫亦能在室溫下生成：
{\displaystyle {\ce {2H2S->[{\text{metal, RT}}]2{H2}+{^{3}S2_{(gas)}}}}}
而大氣中的羰基硫在水銀光敏感劑的作用下照射紫外光也能生成二硫。二硫化碳（CS2）、過硫化氫（H2S2）、二氯化二硫（S2Cl2）、環硫乙烷（C2H4S）、硫代磷醯氟（PSF3）或羰基硫（COS）的光分解也會生成二硫。

### 自然存在

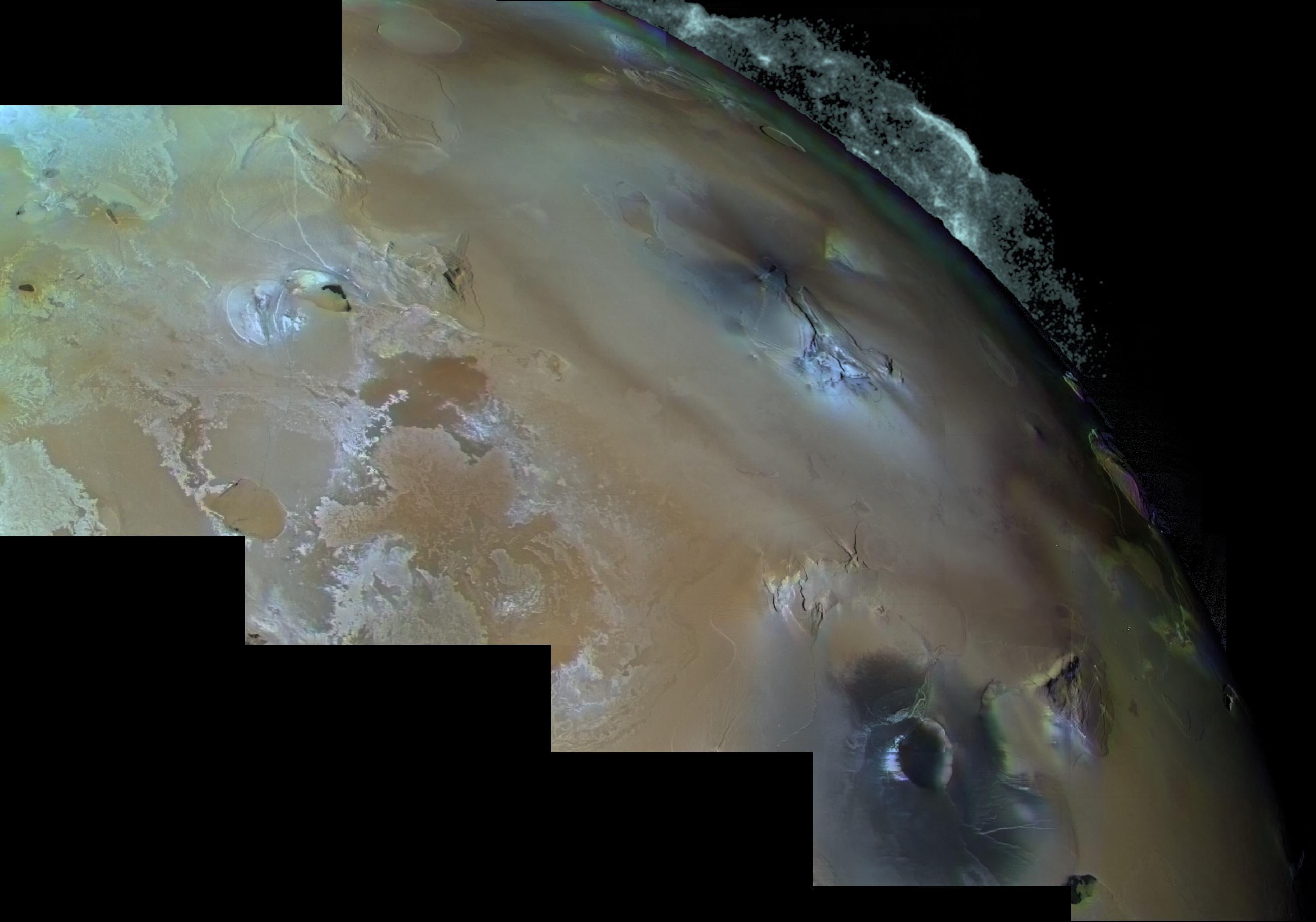
木卫一的貝利火山 (木卫一)

儘管在地球上常溫環境二硫無法穩定存在，然而在其他行星的衛星上有檢測到二硫的存在，例如其為木卫一上大氣的次要成分，且在該行星的貝利火山噴出的氣體中有檢測到二硫氣體的存在。在行星大氣化學中，二硫也是為含硫物質燃燒過程中重要的活性中間體，例如苏梅克－列维9号彗星撞擊木星後，在木星的大氣中檢測到了二硫分子，而在一些彗星的大氣或分子雲的光譜中亦檢測到了二硫分子的譜線。

## 性質
硫蒸氣中可能的硫分子包括了二硫、三硫、四硫、五硫、六硫和八硫等，溫度越高，二硫在硫蒸氣中佔的比例就越高，直到溫度高於1000°C時，此時硫蒸氣幾乎由二硫組成。在800°C、氣壓1毫米汞柱條件下二硫的外觀為藍紫色氣體。
二硫是氧氣分子的等电子体，然而它與其他雙原子分子較不同之處為其基態為三重态且第一激發態的能量更高。常溫下的硫蒸汽是多種硫分子和自由基所組成，隨著溫度提升低分子量的硫分子（如二硫、三硫）才會逐漸增加，但仍然是混合物，直到700°C以上二硫才會達到99%以上，這使的對二硫的研究必須在高溫下進行，導致對二硫得實驗和觀測有較高的難度。
然而，其與氧分子不同，高溫下的二硫分子冷卻到室溫後更傾向於凝聚成固態的S8，而不是轉變成三重態的二硫分子。因此透過加熱生成的二硫分子冷卻至室溫時不會保留二硫分子的形式。
{\displaystyle {\ce {4{S2_{(gas)}}->{S8_{(solid)}}}}}
然而三重態的二硫難以轉換成S8。也就是說，一般的情況下，硫加熱到足夠溫度有機會轉變成S2，而S2分子冷卻後一般轉變為环八硫，如影片所示，其中玻璃管上方凝结下的黄色固体就是环八硫。
基態的二硫处于三重态，即帶有兩個不成對的電子的雙自由基，類似於氧氣分子和一氧化硫分子。二硫分子中的S-S鍵長約為189 pm，比S8分子中的S-S鍵長206 pm還短一些。 其在拉曼光譜中，S-S鍵的譜線位於715 cm−1處，而在氧氣分子的O-O鍵對應的譜線位於1556 cm−1。而S-S鍵的鍵能為430 kJ/mol，比O-O鍵的498 kJ/mol來得低。
單重態的二硫能以亞穩態存在，實驗表明高溫下二硫從單重態轉變為三重态的過程不容易或十分緩慢。在1000°C的環境下，即使有鉑催化劑存在，該反應也不會加速。而單重態的二硫從高穩冷卻後會轉變成S8，是硫的一種同素異形體。硫有多約30種的同素異形體，其特性可以透過其光譜型來區分，在一般條件下，硫最穩定的同素異形體是S8。二硫相對來說顯得不太穩定。此外，二硫容易光分解。在太陽光下，二硫的半衰期約為7.5分鐘。